# Anilocra haemuli
Anilocra haemuli är en kräftdjursart som beskrevs av Williams 1981. Anilocra haemuli ingår i släktet Anilocra och familjen Cymothoidae.
Artens utbredningsområde är Mexikanska golfen. Inga underarter finns listade i Catalogue of Life.